# 足助八幡宮
足助八幡宮（あすけはちまんぐう）は、愛知県豊田市にある神社である。

## 由緒
伝承によれば創建は天武天皇の御代、白鳳3年2月21日とされる。一般には西暦663年とされるが、足助八幡宮では673年としている（白鳳の項を参照）。また明治元年（1868年）の神仏分離までは境内に神宮寺があり、現在も鐘楼だけが残されている。大鳥居は寛政12年（1800年）に改築されたもので、宮町交差点拡張工事に伴い平成14年（2002年）に正面から現在地に移動した。
「足助」の名称から転じて、旅行・交通安全・足に関すること全般に利益があるとされている。

## 祭神
- 品陀和気命（ほんだわけのみこと＝応神天皇）
- 帯中日子命（たらしなかつひこのみこと＝仲哀天皇）
- 息長帯比売命（おきながたらしひめのみこと＝神功皇后）

※ 現在は他に5柱を合祀している。

## 例大祭
- 足助まつり - 10月第2日曜に町方の山車4台の他、火縄銃の鉄砲隊、棒の手が披露、奉納される。

## 文化財

### 重要文化財（国指定）
足助八幡宮本殿 - 檜皮葺の三間社流造社殿で、室町時代の文正元年（1466年）11月の建立。明治40年（1907年）5月27日、特別保護建造物（現行法の重要文化財に相当）に指定された。

### 愛知県指定文化財
扁額「鉄砲的打図板額」- 慶長17年（1612年）に、三河国岩神村（現・足助町内）の沢田四郎右衛門尉が奉納したもので、鉄砲を描いた扁額は全国でも他に3枚しか現存しない。1957年（昭和32年）9月6日指定。

### 豊田市指定文化財

#### 有形文化財
- 足助八幡宮絵馬[3]
- 足助八幡宮縁起[3]

#### 有形民俗文化財
- 足助八幡宮新町の山車[3]
- 足助八幡宮西町の山車[3]
- 足助八幡宮田町の山車[3]
- 足助八幡宮本町の山車[3]

#### 天然記念物
- 足助八幡宮のイチョウ[3]
- 足助八幡宮のスギ（推定樹齢500年）[3]

### ギャラリー

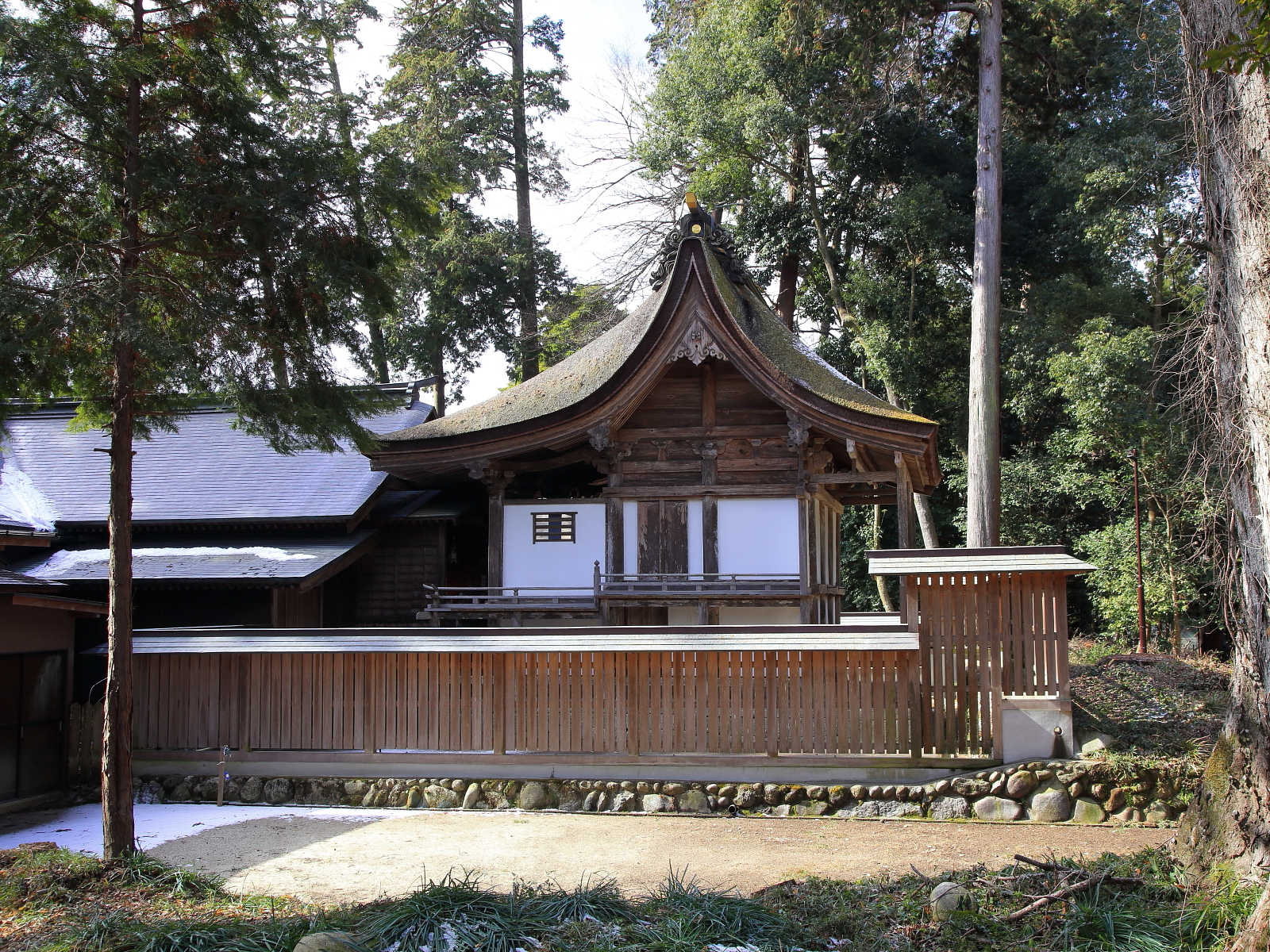
足助八幡宮本殿 （2012年（平成24年）2月）
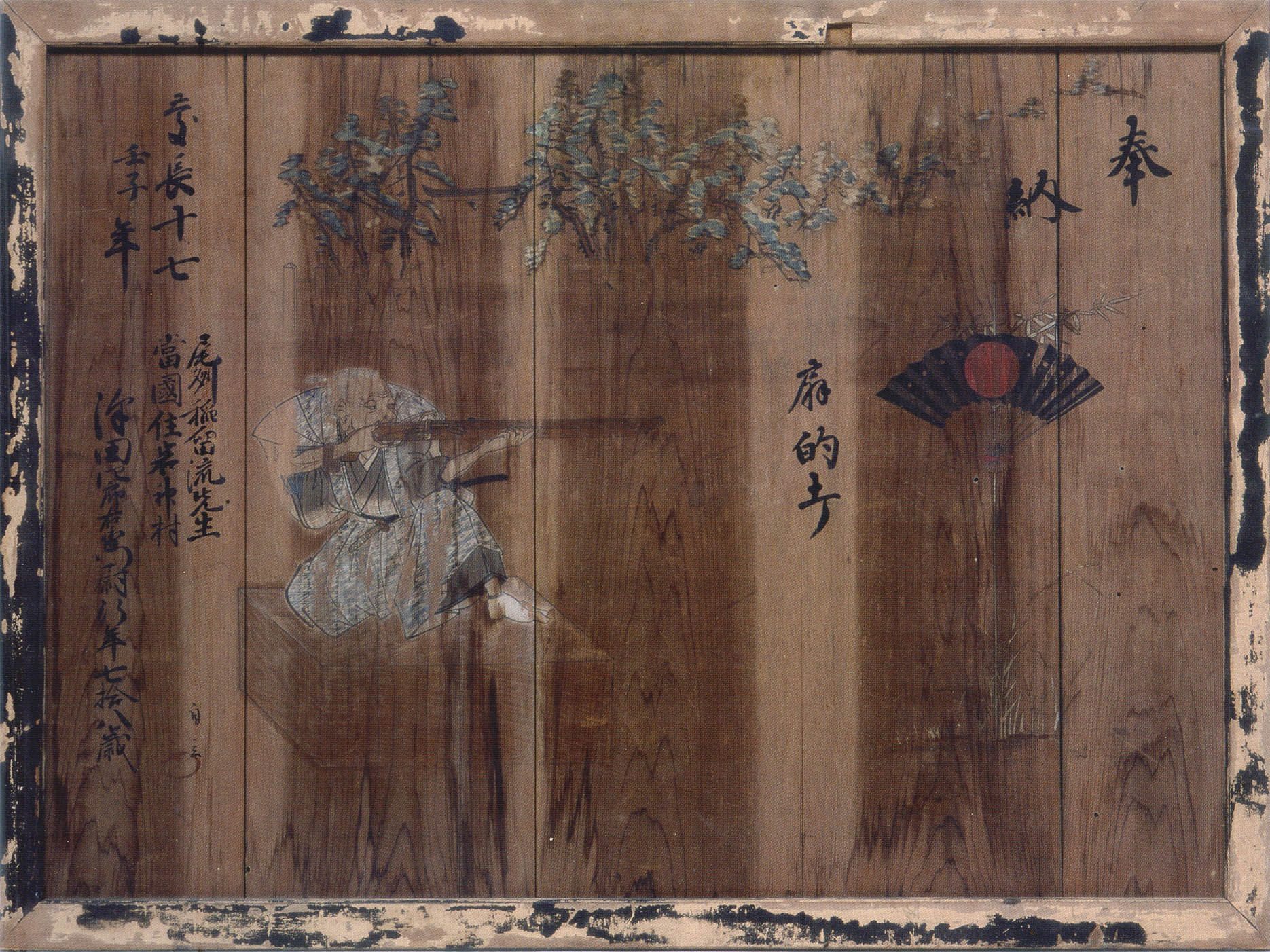
『扁額鉄砲的打図板額』 （1612年（慶長17年））
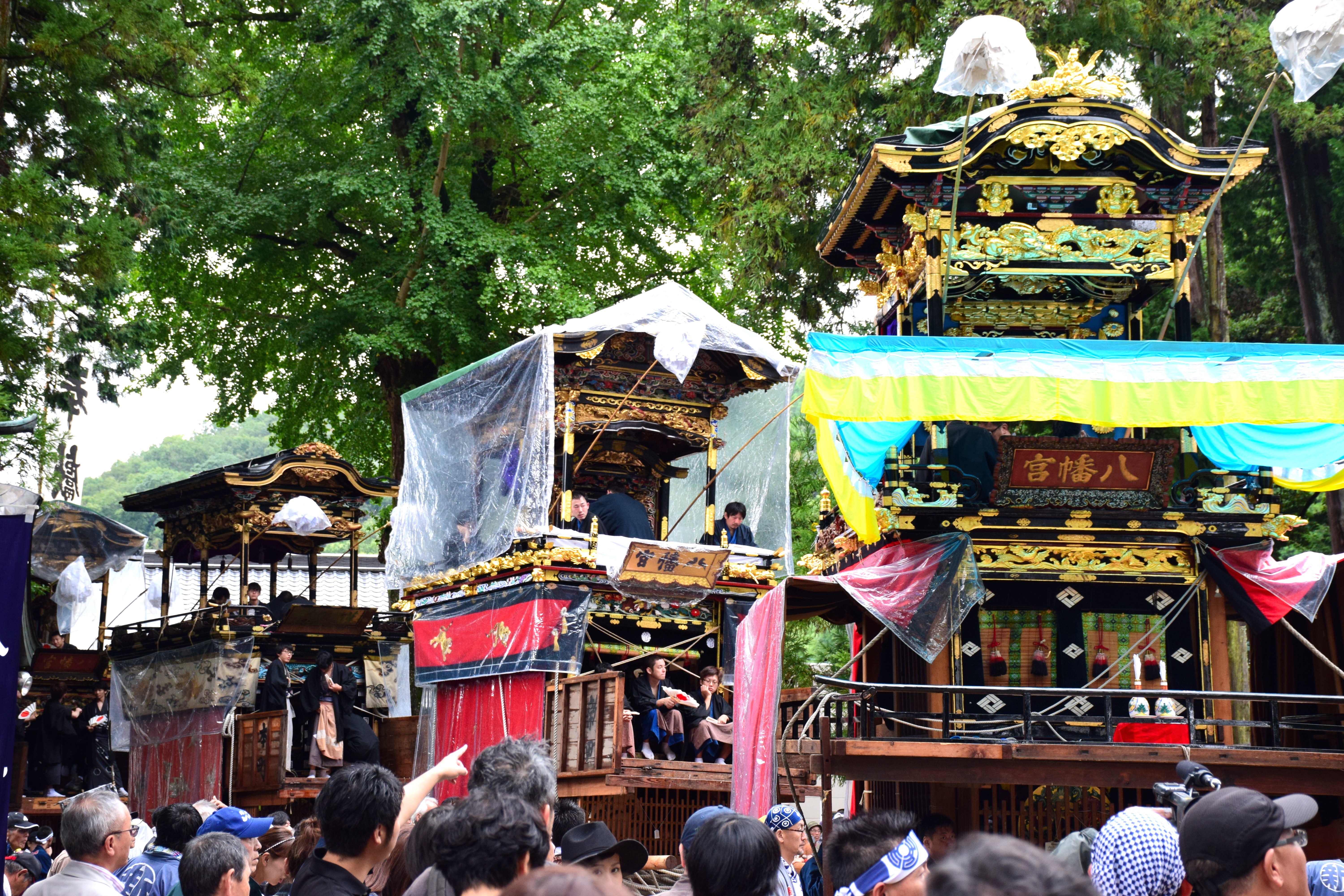
足助まつりの山車 （2016年（平成28年）10月）

## 所在地
- 豊田市足助町宮ノ後13